# Jodimetrija
Jodimetrija jedna od nejčešće korišćenih redoks metoda koje pripadaju volumetrijskim metodama analize u analitičkoj hemiji. Osnova ove analize je sposobnost joda da se nadje u nekoliko značajih oksidacionih stanja kao što su jodid, molekulski jod, jod-hlorid, jodat i perjodat.Oksidaciona stanja bitna za jodimetrijsku analizu su jodid-jon i jod.
Prikaz oksido-redukcionog ponašanja joda i jodida:
1. I2(ag) + 2e- ↔ 2I-
2. I2(s) + 2e- ↔ 2I-
3. I3- + 2e- ↔ 3I-

Treća polureakcija ponašanja jod-jodid sistema daje najstvarniju sliku, jer se elementarni jod veoma slabo rastvara u vodi. Zato se rastvor joda priprema rastvaranjem elementarnog joda u rastvorima jodida.
Jod je relativno slabo oksidaciono sredstvo, ali dovoljno jako da kvantitativno reaguje sa određenim jako redukcionim sredstvima.
Jodid je umereno jak reduktor koji kvantitativno reaguje sa mnogim jakim oksidansima (oksidacionim sredstvima).

## Tipovi metoda
Prema polireakcijama jod-jodid razvijene su dve značajne grupe volumetrijskih redoks-reakcija:
- Direktna (jodimetrijska) metoda koristi standardni rastvor joda za direktnu titraciju supstanci uz skrob kao indikator. Ova metoda je ograničene primene, jer je jod slabo oksidaciono sredstvo. Završna tačku titracije uočava se vizuelno prilikom promene boje titranda u plavu.
- Indirektna (jodometrijska) metoda zahteva dodavanje jod-jona u višku, a zatim njegova tiracija standardnim rastvorom tiosulfata. Kolicina oslobodjenog joda pri ovoj reakciji jednaka je količini oksidacione supstance. Prilikom završne tački titracije boja titranda se gubi.

## Titracioni rastvor
Kako rastvor joda nije stabilan, jer reaguje sa raznim supstancama sa kojima stupa u dodir, dolazi do promene koncentracije i zato je neophodno izvršiti standardizaciju pre titracije. Standardizacija rastvora joda vrši se standardnim rastvorom natrijum-tiosulfata uz skrob kao indikator do pojave plave boje rastvora.

## Indikator
Skrob, kao i svi drugi indikatori pomažu pri uočavanju završne tačke titracije. Skrob je veoma nestabilan i reverzibilan indikator i može se razložiti za nekoliko dana pod uticajem bakterija zato mora biti pripremljen neposredno pred ispitivanje. Na stabilnost joda utiče povišena temperatura, pH vrednost,ali i sam jod.